# Polygone de Boutovo
Le polygone de Boutovo (en russe : Бутовский полигон, Boutovski poligone) est l'un des grands charniers des répressions staliniennes entre 1937 et 1953, et principalement lors de la Grande Terreur de 1937-1938 où près de 21 000 condamnés sont exécutés entre le 8 août 1937 et le 19 octobre 1938, dans le plus total secret. Il était rare que moins de 100 personnes soient exécutées en une journée. 
Cette zone « d'affectation spéciale », sous le contrôle du NKVD, est située à 25 km au sud du centre de Moscou, dans l'actuel raïon de Ioujnoïe Boutovo, près du village de Drojjino, et recouvre plusieurs dizaines d'hectares entourés de hautes palissades. Elle est aménagée par manque de place dans les cimetières de Moscou, ne pouvant faire face au nombre trop important de victimes de la terreur soviétique.
Parmi les victimes figuraient Béla Kun, Gustav Klucis, Seraphim Chichagov (en) ainsi qu'un grand nombre de prêtres orthodoxes, dont beaucoup furent ensuite canonisés comme « néo-martyrs ».
Devenu symbole de l'histoire tragique de l'Église orthodoxe au XXe siècle, ce lieu demeure l'unique site de mémoire des répressions reconnu et visité par l'État.